# Grupo Aeroportuario del Valle de México
Le Grupo Aeroportuario del Valle de México (en français : Groupe Aéroportuaire de la Vallée du Mexique) est une association qui opère tous les aéroports entourant à la Mexico.
Les aéroports opérés par le groupe sont : 
- l'aéroport international de Mexico
- l'aéroport international de Puebla
- l'aéroport international de Toluca
- l'aéroport international de Cuernavaca
- l'aéroport intercontinental de Querétaro

## Nombre de Passagers
Nombre de passagers en 2014:
| Nombre | Aéroport         | État             | Passagers  |
| ------ | ---------------- | ---------------- | ---------- |
| 1      | Ville du Mexique | District Fédéral | 34,252,381 |
| 2      | Toluca           | État du Mexico   | 867,096    |
| 3      | Querétaro        | Querétaro        | 415,391    |
| 4      | Puebla           | Puebla           | 285,041    |
| 5      | Cuernavaca       | Morelos          | 6,009      |
|        |                  | Total            | 35,825,918 |